# Kenia op de Olympische Zomerspelen 1960
Kenia nam deel aan de Olympische Zomerspelen 1960 in Rome, Italië. Deze Spelen werden nog zonder medailles afgesloten. Op elke volgende Zomerspelen wist het bij elke editie een medaille te behalen, en vanaf 1968 zelfs altijd goud.

## Deelnemers en resultaten

### Atletiek
| Olympiër         | Onderdeel       | Resultaat | Prestatie                                                                    |
| ---------------- | --------------- | --------- | ---------------------------------------------------------------------------- |
| Seraphino Antao  | 100m (m)        | 11e       | serie 2: 1ste in 10,5 kwartfinale 4: 3de in 10,4 halve finale 2: 6de in 10,6 |
| Seraphino Antao  | 200m (m)        | 14e       | serie 11: 1ste in 21,3 kwartfinale 2: 4de in 21,3                            |
| Bartonjo Rotich  | 400m (m)        | 20e       | serie 7: 3de in 47,7 kwartfinale 3: 7de in 47,8                              |
| Nyandika Maiyoro | 5000m (m)       | 6e        | serie 1: 3de in 14.06,29 finale: 6de in 13.53,25                             |
| Arere Anentia    | 10000m (m)      | 19e       | 30.01,00                                                                     |
| Seraphino Antao  | 110m horden (m) | 28e       | serie 1: 5de in 15,13                                                        |
| Bartonjo Rotich  | 400m horden (m) | 8e        | serie 5: 2de in 51,39 halve finale 2: 5de in 51,97                           |
| Kanuti Sum       | marathon (m)    | 59e       | 2:46.55,2                                                                    |

### Hockey
| Olympiër | Onderdeel | Resultaat | Prestatie |
| --- | --------- | --------- | --- |
| Saude George Anthony Vaz Avtar Singh Sohal Nil Jagnandan Singh Surjeet Singh Deol Silvester Fernandes Edgar Fernandes Hilary Fernandes Surjeet Singh Panesar Pritam Singh Sandhu Alu Mendonca John Simonian Kirpal Singh Bhardwaj Gursaran Singh Sehmi Egbert Fernandes Krishnan Kumar Aggarwal | mannen    | 7e        | groep C: 1ste W van Duitsland: 1-0 W van Italië: 7-0 G van Frankrijk: 0-0 kwartfinale: V van Groot-Brittannië: 1-2 5-8ste plek: G van Australië: 1-1 5-8ste plek: V van Australië: 1-2 7-8ste plek: niet gespeeld |

| Groep C |           |             |             |             |             |            |            |            |        |
| #       | Land      | Wedstrijden | Wedstrijden | Wedstrijden | Wedstrijden | Doelpunten | Doelpunten | Doelpunten | Punten |
| #       | Land      | G           | W           | G           | V           | V          | T          | Saldo      | Punten |
| 1       | Kenia     | 3           | 2           | 1           | 0           | 8          | 0          | +8         | 5      |
| 2       | Duitsland | 3           | 2           | 0           | 1           | 10         | 1          | +9         | 4      |
| 3       | Frankrijk | 3           | 1           | 1           | 1           | 2          | 5          | -3         | 3      |
| 4       | Italië    | 3           | 0           | 0           | 3           | 0          | 14         | -14        | 0      |

| Datum        | Ronde | Plaats           | Land | Score     | Land |
| ------------ | ----- | ---------------- | ---- | --------- | ---- |
| Groepsfase   |       |                  |      |           |      |
| 29 augustus  | Rome  | Kenia            | 1-0  | Duitsland |      |
| 1 september  | Rome  | Kenia            | 7-0  | Italië    |      |
| 3 september  | Rome  | Kenia            | 0-0  | Frankrijk |      |
| Kwartfinale  |       |                  |      |           |      |
| 5 september  | Rome  | Groot-Brittannië | 2-1  | Kenia     |      |
| 5-8ste plek  |       |                  |      |           |      |
| 8 september  | Rome  | Australië        | 1-1  | Kenia     |      |
| 5-8ste plek  |       |                  |      |           |      |
| 10 september | Rome  | Australië        | 2-1  | Kenia     |      |
| 7-8ste plek  |       |                  |      |           |      |
| n.g          | Rome  | Kenia            | n.g  | Duitsland |      |

### Schietsport
| Olympiër        | Onderdeel              | Resultaat | Prestatie                                                                                                 |
| --------------- | ---------------------- | --------- | --- |
| Charles Trotter | 50m geweer liggend (m) | 37e       | kwalificatie groep 2: 23ste met 381 punten (95-98-94-94) finale: 37ste met 574 punten (97-94-95-94-97-97) |
| Petrus Visagie  | 50m geweer liggend (m) | 43e       | kwalificatie groep 1: 21ste met 383 punten (94-96-96-97) finale: 43ste met 571 punten (93-94-96-98-94-96) |
| Edward Penn     | 50m pistool (m)        | 40e       | kwalificatie groep 2: 20ste met 340 punten finale: 40ste met 521 punten                                   |

### Zeilen
| Olympiër                             | Onderdeel       | Resultaat | Prestatie                           |
| ------------------------------------ | --------------- | --------- | ----------------------------------- |
| Daniel MacKenzie                     | finn            | 29e       | 1686 punten: (25-21-26-28-34-16-25) |
| Anthony Bentley-Buckle Ronald Blaker | flying dutchman | 20e       | 2680 punten: (8-14-DNF-13-15-18-19) |

Afghanistan · Argentinië · Australië · Bahama's · België · Bermuda · Birma · Brazilië · Brits-Guiana · Bulgarije · Canada · Ceylon · Chili · Colombia · Cuba · Denemarken · Duits eenheidsteam · Ethiopië · Fiji · Filipijnen · Finland · Frankrijk · Ghana · Griekenland · Groot-Brittannië · Haïti · Hongarije · Hongkong · Ierland · IJsland · India · Indonesië · Irak · Iran · Israël · Italië · Japan · Joegoslavië · Kenia · Libanon · Liberia · Liechtenstein · Luxemburg · Malakka · Malta · Marokko · Mexico · Monaco · Nederland · Nederlandse Antillen · Nieuw-Zeeland · Nigeria · Noorwegen · Oeganda · Oostenrijk · Pakistan · Panama · Peru · Polen · Portugal · Puerto Rico · Roemenië · San Marino · Singapore · Soedan · Sovjet-Unie · Spanje · Suriname · Taiwan · Thailand · Tsjecho-Slowakije · Tunesië · Turkije · Uruguay · Venezuela · Verenigde Arabische Republiek · Verenigde Staten · Vietnam · West-Indische Federatie · Zuid-Afrika · Zuid-Korea · Zuid-Rhodesië · Zweden · Zwitserland